# Маримермитида
Маримермитида (лат. Marimermithida) — отряд морских нематод. 5 родов и 6 видов.

## Описание
На личиночной стадии паразиты иглокожих, полихет, эхиурид и других морских беспозвоночных. Поглощение пищи происходит через рот, а не всей поверхностью тела, как у Benthimermithidae. Взрослые особи свободноживущие. В головной части в два круга расположены рецепторы в виде папилл и щетинок (6 папилл + 10 щетинок). Яичники парные. Ранее Marimermithida объединяли вместе с Benthimermithidae в один отряд на основании конвергентных признаков. Паразитические стадии Australonema sp. имеют длину 7—122 мм и обнаружены в глубоководных многощетинковых червях.

## Классификация
- Подотряд Marimermithina Hodda, 2007[8]
  - Надсемейство Marimermithoidea Rubtsov & Platonova, 1974
    - Семейство Marimermithidae Rubtsov & Platonova, 1974[9]
      - Acronema Rubtsov, 1978
        - Acronema antarcticum Rubtsov, 1978

      - Ananus Rubtzov, 1977
        - Ananus asteroidus Rubtsov, 1977 — паразитирует на Diplopteraster perigrinator[10]

      - Aborjinia (= Australonema Tchesunov & Spiridonov, 1985) — Атлантический океан
        - Aborjinia eulagiscae (Tshesunov & Spiridonov, 1985) — Антарктика, паразитирует на Eulagisca gigantea, Annelida
        - (=Australonema eulagiscae Tshesunov & Spiridonov, 1985)

      - Marimermis Rubtsov & Platonova, 1974typus
        - Marimermis maritima Rubtsov & Platonova, 1974 — Курильские острова, паразитирует на Strongylocentrotus polyacanthus, Echinodermata

      - Thalassonema Ward, 1933
        - Thalassonema ophiacanthis Rubtsov, 1985 — паразитирует на Ophiacantha antarctica, Echinodermata
        - Thalassonema ophioctinis Ward, 1933 — паразитирует на Ophiocten amitinum